# Shiraz Tal
Shiraz Tal (* 13. Oktober 1974) ist ein israelisches Model.

## Leben
Tal begann im Alter von fünfzehn Jahren mit dem Modeln, sie gewann einen Model-Wettbewerb und nahm dann am Supermodel of the World teil. 1996 erschien sie auf dem Cover der amerikanischen Ausgabe der Zeitschrift Elle. Sie modelte auch für Victoria’s Secret und Dolce & Gabbana. 2003 spielte sie in einem romantischen Comedy-Film und moderierte ein Jugendprogramm auf Yes.
2005 war sie eine erste Saison Jury-Mitglied in Israels Wettbewerb Next Topmodel. Sie nahm auch an der israelischen Version von Dancing with the Stars teil. 2009 moderierte sie die israelische Version von Project Runway.
Tal studierte an der Ben-Gurion-Universität im Negev israelische Geschichte und erlangte ihren Master.